# Andamane e Nicobare
Andamane e Nicobare è un territorio (Union Territory) dell'India formato da due arcipelaghi dell'oceano Indiano: quello delle isole Andamane e quello delle isole Nicobare.

## Geografia fisica
I due arcipelaghi posti nel golfo del Bengala, più vicini alle coste della Birmania e di Sumatra che a quelle indiane (1300 km di distanza circa dalle coste bengalesi), si sviluppano da nord a sud e risultano divisi dal Canale dei Dieci Gradi (150 km), attraversato dal 10º parallelo nord.
Le Andamane sono formate da almeno 576 tra isole e isolotti, in maggioranza disabitati, mentre le isole Nicobare sono 22.

## Storia
I primi coloni della compagnia danese delle Indie Orientali (in lingua danese: Asiatiske Kompagni af den Dansk Østindien) giunsero sulle isole Nicobare il 12 dicembre 1755. Il 1º gennaio 1756, le Isole Nicobare divennero una colonia danese, inizialmente con il nome di Nuova Danimarca, e dal dicembre 1756 con quello di Isole Federico (Frederiksøerne). Negli anni 1754–1756 vennero amministrate da Tranquebar, nell'India danese continentale. Le isole vennero ripetutamente abbandonate per via delle epidemie di malaria dal 14 aprile 1759 al 19 agosto 1768, dal 1787 al 1807/05, dal 1814 al 1831, dal 1830 al 1834 e infine dal 1848.
Tra il 1º giugno 1778 e il 1783 l'Austria, ritenendo erroneamente che la Danimarca avesse rinunciato al possesso delle Isole Nicobare, avviò un tentativo di colonizzazione, rinominandole Isole Teresa.
Il Regno d'Italia tentò di acquistare le Isole Nicobare dalla Danimarca tra il 1864 e il 1865. Il ministro italiano per l'agricoltura e il commercio Luigi Torelli iniziò una negoziazione che sembrò inizialmente promettente, ma che fallì per via della fine prematura del secondo governo La Marmora, del quale Torelli faceva parte. Le negoziazioni furono così interrotte e mai più riprese.
Il possesso danese del territorio terminò formalmente il 16 ottobre 1868, quando la Danimarca vendette i diritti di possesso delle Isole Nicobare alla Gran Bretagna, che le annesse all'India britannica nel 1869.
Nel 1872 le isole Andamane e Nicobare vennero riunite in un unico comando di polizia a Port Blair.

## Società

### Etnie e minoranze straniere
La popolazione è costituita principalmente da indiani arrivati sulle isole a ondate successive nel corso del secolo scorso.
La prima è stata quella dei prigionieri (spesso politici) inviati nella colonia penale istituita dagli inglesi a Port Blair.
Il gruppo più distribuito nell'arcipelago è quello arrivato negli anni sessanta, ossia le famiglie dei rifugiati hindu dalle aree che sono oggi Bangladesh. Il governo indiano organizzò all'epoca il loro trasferimento e la distribuzione di terra agricola. Negli ultimi vent'anni ci sono stati molti altri arrivi di indiani giunti per opportunità di lavoro (spesso da Calcutta o da Chennai) che normalmente si stabiliscono a Port Blair.
Le popolazioni autoctone sono molto antecedenti, addirittura risalenti al periodo della prima migrazione dell'uomo dall'Africa.
Si tratta in effetti di popolazioni di ceppo negroide, divise in tribù con stili di vita primitivi (conoscenza del fuoco ma non dell'agricoltura). Col tempo molte delle tribù originali sono scomparse, sia decimate da malattie o scontri che assorbite in qualche forma. Restano solo due tribù che mantengono uno stile di vita ancestrale fatto di raccolta di frutti, caccia e pesca: i Jarawa e i Sentinelesi. I primi hanno qualche sporadico contatto con il mondo esterno, i secondi sono rimasti ostili a qualsiasi contatto. Entrambi sono protetti dal governo indiano, che attua una politica eyes-on and hands-off, vietando a chiunque di avvicinarsi alle loro isole e limitandosi a controllare la situazione a distanza.

Le peculiari caratteristiche di queste genti ispirarono lo scrittore Sir Arthur Conan Doyle nella stesura del suo celeberrimo libro Il segno dei quattro, con protagonista l'investigatore Sherlock Holmes.

## Amministrazione
Fino al 18 agosto 2006 il territorio è stato suddiviso ai fini amministrativi nei due distretti delle Andamane e delle Nicobare, corrispondenti ai due arcipelaghi; dopo tale data, però, il distretto delle Andamane è stato diviso in distretto di Andaman Meridionale e distretto di Andaman Settentrionale e Centrale.
La capitale del territorio è Port Blair (100 000 abitanti circa) sulla costa orientale dell'isola di Andaman Meridionale.

### Gemellaggi
- Honolulu